# سیارک ۲۲۳۶۳۳
سیارک ۲۲۳۶۳۳ (به انگلیسی: 223633 Rosnyaine، نامگذاری:2004KJ1)۲۲۳۶۳۳مین سیارک کشف شده‌است که در ۱۷ مه ۲۰۰۴ کشف شد.